# Ordre du Nichan el Anouar
Pour les articles homonymes, voir Ordre de l'Étoile.
L’ordre du Nichan el Anouar (ordre des Lumières) est un ancien ordre du mérite colonial concernant le territoire d'Obock, la côte française des Somalis puis le territoire français des Afars et des Issas (devenu la république de Djibouti).

## Histoire
L'ordre est officiellement institué en octobre 1887 par le sultan de Tadjourah Hamed ben Mohamed († 1912), « en vue de perpétuer le souvenir de l’heureux moment où lui et son peuple s’étaient placés sous le protectorat de la glorieuse France ».
Il est tout d'abord reconnu par le commandant du territoire d'Obock, Léonce Lagarde, à la condition qu'aucune décoration ne soit décernée sans son consentement et que le sultan proclame l'abolition de la traite des esclaves. Sur ces bases, il est reconnu comme ordre étranger par le gouvernement français le 17 juillet 1888.
Par les décrets des 10 et 23 mai 1896, le président de la République Félix Faure le transforme en un ordre français et désigne la chancellerie de la Légion d'honneur pour l'attribution des brevets.
À partir de 1964, il est remplacé par l'ordre national du Mérite, mais les titulaires actuels survivants des grades et dignités de cet ordre continuent à jouir des prérogatives y étant attachées et ce d'après l'article 38 du décret de création.
Le 26 juin 1974, un décret local du territoire français des Afars et des Issas recrée l'ordre du Nichan el Anouar, « destiné à récompenser les personnes de nationalité française (…) et les personnes étrangères ayant rendu des services distingués au Territoire ».

## Grades
Il s'agit d'un ordre à cinq classes : chevalier, officier, commandeur, grand officier et grand-croix.

Chevalier (1887-1899)
Chevalier (1899-1963)

Officier
Commandeur
Grand officier
Grand-croix

## Conditions d'attribution
De 1896 à 1933, il récompense un séjour de trois ans en CFS. À partir de 1934, il faut avoir au moins 29 ans, dont neuf passés outre-mer. Il peut aussi être décerné à des personnes ayant « rendu des services à l'expansion coloniale ».

## Membres

### Grand-croix
Le président de la République française est de droit grand-croix. À ce titre, l'ont été :
- Vincent Auriol ;
- Paul Doumer ;
- Albert Lebrun ;
- Émile Loubet ;
- Alexandre Millerand ;
- Raymond Poincaré.

Autres grand-croix :
- Louis Archinard ;
- Lionel-Max Chassin ;
- Édouard Sautayra ;
- Si M'hamed Ben-Bouaziz-Ben-Ganah.

### Grands officiers
- Georges Cabanier
- Pierre Dejussieu-Pontcarral
- Louis-Auguste Girardot
- Lucien Girier
- Louis Henrique-Duluc, député de l'Inde française
- Jacques Massu
- Olivier Sainsère

### Commandeurs
- Gabriel Angoulvant
- Roger Barberot
- Guy Beck
- Bernard Demolins
- Jules Évenou
- Henri-Paul Eydoux
- Henri Joseph Eugène Gouraud
- Henri Gaebelé
- Fritz Kieffer
- Mgr Charles Lagier
- Alpinien Pabot-Chatelard
- Achille Raffray
- Pierre Cornet (1911-1996), député de l'Ardèche

### Officiers
- Jacques de Stadieu
- Marius Guyot
- Michel Arnaud
- Rudolf Eggs
- Jules Hirlemann
- Guy Chauliac
- Gaston Guigonis
- Jean Réginensi
- Édouard Lamy (ingénieur)
- Paul Auguste Benoit, capitaine d'infanterie de marine

### Chevaliers
- Gabriel Marie Cyrille Germain (commissaire de police à Saint-Laurent-du-Maroni) du 13 mai 1928
- Eugénie Jeanne Soulier[4], du 22 août 1933
- Alice Salvador (sœur d'Henri), du 29 juin 1951
- H.M. Cassime (maire de Pondichéry) du 28 janvier 1956[5]
- Claudius Brosse (1931-2011)